# Aire métropolitaine de Seattle
L'aire métropolitaine de Seattle est une agglomération centrée autour de la ville de Seattle dans l'État de Washington aux États-Unis.
L'aire métropolitaine de Seattle comprend les comtés suivants : 
- le comté de King,
- le comté de Snohomish,
- le comté de Pierce.

Cette aire urbaine est définie par l'axe des trois villes Seattle-Tacoma-Bellevue. 
L'aéroport international de Seattle-Tacoma est inclus dans les limites de cette aire métropolitaine.
Au recensement de l'an 2000, la population s'élevait à 3 344 813 habitants, ce qui en fait la quinzième plus grande aire métropolitaine des États-Unis.
Sa superficie est de 15,265 km2, soit une densité de 210 habitants au km².